# Warnschussarrest
Als Warnschussarrest wird in Deutschland ein maximal vier Wochen langer Jugendarrest bezeichnet, der vom Jugendgericht als Ergänzung zu einer zur Bewährung ausgesetzten Jugendstrafe verhängt werden kann, wenn es zu der Auffassung gelangt, dass eine Bewährungsstrafe allein dem straffälligen Jugendlichen bzw. Heranwachsenden das Unrecht seines Verhaltens nicht deutlich genug vor Augen führen würde.

## Gesetzgebungsverfahren
Das Bundeskabinett beschloss am 18. April 2012 eine entsprechende Formulierungshilfe für einen Gesetzesentwurf, in der neben dem Warnschussarrest auch eine Anhebung der Höchststrafe für Heranwachsende wegen Mordes bei besonders schwerer Schuld von 10 auf 15 Jahre sowie eine Regelung der sogenannten „Vorbewährung“ vorgesehen ist. Der Gesetzentwurf wurde am 27. April 2012 von der Regierungskoalition in den Bundestag eingebracht und an die Fachausschüsse zur Beratung verwiesen. Der Bundesrat hat das „Gesetz zur Erweiterung der jugendgerichtlichen Handlungsmöglichkeiten“ am 6. Juli 2012 gebilligt, es trat am 7. März 2013 in Kraft.

## Hintergrund
Hintergrund der Verschärfung der jugendgerichtlichen Sanktionsmöglichkeiten ist die Bestrebung, jugendlichen Straftätern das Unrecht und die Konsequenzen eines Fehlverhaltens nachdrücklich zu verdeutlichen. Eine bloße Bewährungsstrafe werde von den Betroffenen häufig nicht als Konsequenz ihres Handelns wahrgenommen, sondern vielmehr als Freispruch empfunden. Zudem soll der Arrest einen gegebenenfalls erforderlichen Impuls bei dem jugendlichen Straftäter setzen, sein Verhalten zu ändern, indem dieser für eine Zeit aus seinem Alltag und dem damit verbundenen, häufig „schädlichen Umfeld“ herausgenommen und durch die Betreuer im Strafvollzug zumindest einige Tage oder Wochen lang „gezielt erzieherisch“ auf ihn eingewirkt wird. In Deutschland ist der Warnschussarrest gesetzlich in § 16a JGG geregelt.

## Praxis
Der Warnschussarrest wird mit sehr unterschiedlicher Häufigkeit angewandt. In 10 Bundesländern, für die Zahlen vorliegen (Bayern, Sachsen, Saarland, Brandenburg, Sachsen-Anhalt, Thüringen, Schleswig-Holstein, Niedersachsen, Hamburg und Hessen), wurde er 2014 in insgesamt 500 Fällen angewandt. Ein Drittel der Anwendungsfälle entfiel auf Bayern. An zweiter Stelle kam Niedersachsen mit 111 Verurteilten. In Ostdeutschland hingegen wurde er nur selten angewandt.

## Kritik
Der Warnschussarrest wurde von verschiedenen Seiten kritisiert. So warfen Kriminologen wie Arthur Kreuzer und Frieder Dünkel dem Warnschussarrest vor, nicht nur wirkungslos, sondern auch schädlich zu sein. Stattdessen schlugen beide die Stärkung von präventiven Maßnahmen vor. Ähnlich argumentieren auch verschiedene Juristenverbände. Auch der Kriminologe Dieter Dölling wies in der Zeitschrift für Jugendkriminalrecht und Jugendhilfe auf die mangelnde generalpräventive Wirkung der Sanktionsart und -höhe hin (ZJJ 2012, 124 ff). Eine kritische Würdigung erfuhr der Warnschussarrest auch durch Heribert Ostendorf.